# 欧洲足球频道
歐洲足球頻道，是广东广播电视台的一个已停播的数字付费电视频道，2005年10月10日18:00开播，2017年3月2日06:00停播。欧洲足球频道是中国大陆第二家专业足球电视频道。

## 历史
2005年10月10号晚间，“天盛欧洲足球频道”正式开播，由天盛（上海）数字电视负责市场营运。初期节目以围绕欧洲地区足球联赛为主，包括英超、意甲、西甲、德甲四大联赛，并曾一度拥有英超在中国大陆的独家播映权，亦有时播出部分非欧洲地区的足球赛事（如日本J1联赛）。
但从2010年夏天开始，频道先后停播英超系列节目；随后因天盛集团破产，意甲、西甲等比赛也撤出该频道，令节目大幅度缩水，频道只得以非欧洲足球赛事及其它非足球赛事（如UFC格斗）填充播出时间，到末期几乎不再播放足球节目。2017年3月2日06:00，因专业节目比例过少，违反《广播电视有线数字收费频道业务管理暂行办法》，频道正式停播。